# Эдесия
Эде́сия (др.-греч. Αἴδεσία; V век) — античный философ-неоплатоник, представительница Александрийской школы неоплатонизма, родственница Сириана Александрийского и жена Гермия Александрийского.
Эдесия одинаково почиталась за красоту, добродетель и ум. После смерти мужа посвятила себя детям, Аммонию и Гелиодору, которых, с целью философских занятий, сопровождала в Афины, где с большим уважением была принята философами Академии, в частности самим Проклом. Умерла в преклонном возрасте; к её похоронам написал гекзаметром и прочитал речь тогда ещё молодой Дамаский.